# Oxetă
2H-oxeta (denumită și oxetenă) este un compus heterociclic tetraciclic, nesaturat, cu oxigen, cu formula chimică C3H4O. Compusul există și a fost sintetizat, însă este instabil. În comparație cu oxetanul, analogul saturat, oxeta este instabilă din cauza tensiunii din ciclu, care este cauzată de prezența legăturii duble. A fost raportată sinteza unor derivați substituiți.

## Obținere
2H-oxeta poate fi obținută în urma reacției de ciclizare fotochimică a acroleinei::